# Blue Lake (California)
Blue Lake è una città degli Stati Uniti d'America situata nella Contea di Humboldt, nello Stato della California.